# 公园球场 (哥本哈根)
公园球场（丹麦语：Parken，中文名按音译又译作：帕肯球场），是位于丹麦首都哥本哈根的一座足球场，建于1990年至1992年。公园球场是哥本哈根足球俱乐部和丹麦国家足球队的主场。这座球场在作为足球赛场地时可容纳38,065名观众，而在作为音乐会场地时可容纳超过5万名观众。

## 历史
公园球场所在地原是丹麦国家体育场“体育公园”（Idrætsparken）。国家体育场于1990年11月14日最后一次承办丹麦国家足球队的比赛。在这场1992年欧洲足球锦标赛的预选赛上，丹麦队以0比2不敌南斯拉夫队。随后，国家体育场停用，并在同一地点兴建帕肯球场。
波罗的海金融公司（Baltica Finans）得到丹麦足球协会关于未来15年国家队所有比赛均在公园球场举行的担保，出资承担球场的建设工程。国家体育场原有的四个看台有三个被推倒重建。整个工程耗资6.4亿丹麦克朗。
1992年9月1日，公园球场建成。在次日举行的足球友谊赛上，丹麦队以1比2败给德国队。

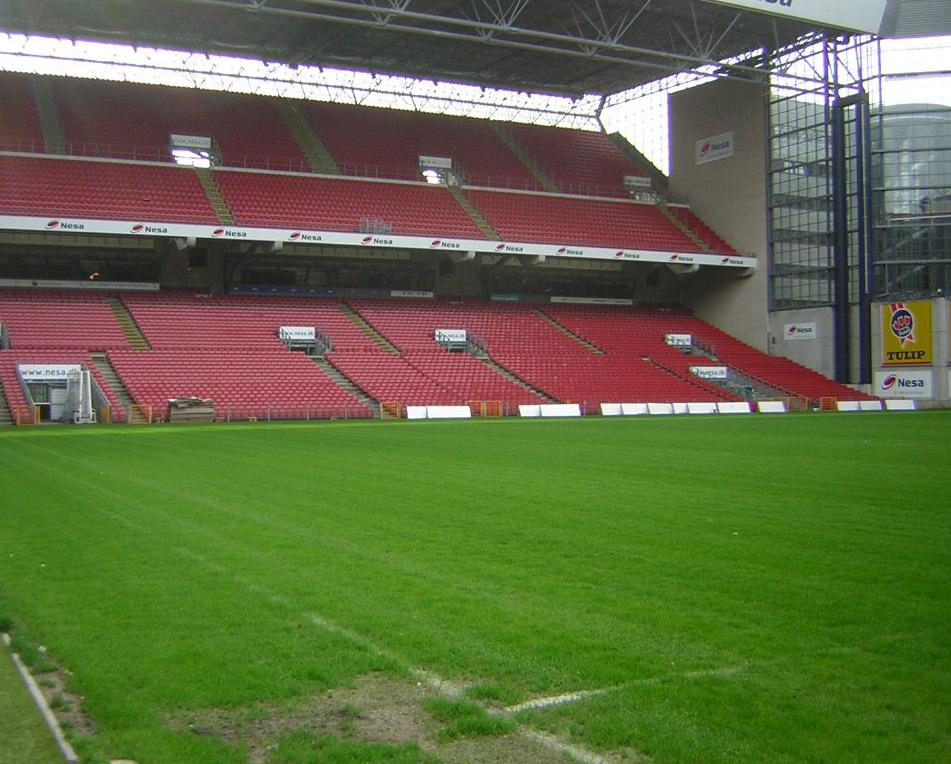
帕肯球场内部

1993年秋天，公园球场被列为欧洲足联四星级足球场，从而具备了承办欧洲联盟杯和欧洲优胜者杯决赛的资格，但不具备欧洲冠军杯决赛的承办资格。
1998年，波罗的海金融公司将帕肯球场以1.38亿丹麦克朗的价格转让给哥本哈根足球俱乐部。后者目前拥有球场以及球场附近的帕肯体育娱乐公司办公楼。
目前，帕肯球场具有50多年历史的北看台（由于赞助的原因又称为可口可乐看台）正在进行重建。与此同时，球场也将被改建成为一个多功能的体育场地。重建及改建工程将于2009年完工。

## 著名比赛
| 日期          | 球队1      | 比分                | 球队2        | 赛事                          | 观众数             |
| ------------- | ---------- | ------------------- | ------------ | ----------------------------- | ------------------ |
| 1994年5月4日  | 阿森纳     | 1-0                 | 帕尔马       | 1993-1994赛季欧洲优胜者杯决赛 | 33765              |
| 2000年5月17日 | 加拉塔萨雷 | 0-0 （点球决胜4-1） | 阿森纳       | 1999-2000赛季欧洲联盟杯决赛   | 38919              |
| 2005年10月8日 | 丹麦       | 1-0                 | 希腊         | 2006年世界杯欧洲区预选赛      | 42099 （球场纪录） |
| 2006年4月6日  | 哥本哈根   | 1-0                 | 利勒斯特罗姆 | 2005-2006赛季皇家联赛决赛     | 13617              |
| 2006年4月30日 | 哥本哈根   | 0-0                 | 布隆德比     | 2005-2006赛季丹麦足球超级联赛 | 41201 （联赛纪录） |
| 2007年6月2日  | 丹麦       | 中断                | 瑞典         | 2008年欧洲足球锦标赛预选赛F组 | 42083              |
| 2021年6月12日 | 丹麦       | 0-1                 | 芬兰         | 2020年欧洲足球锦标赛B组       | 15200              |

## 音乐会场地
除了足球比赛以外，公园球场还经常承办各类音乐活动，其中包括2001年欧洲歌唱大赛。因此，球场增添建设了可伸缩顶棚，以便适应更多不同活动的要求。
布兰妮·斯皮尔斯、AC/DC、平克·弗洛伊德、埃里克·克莱普顿、呛辣红椒、席琳·狄翁、提雅斯多、流行尖端、滚石、U2、罗比·威廉斯、乔治·迈克尔、R.E.M.、金属乐队、布鲁斯·斯普林斯廷、蒂娜·透纳、保罗·麦卡特尼和迈克尔·杰克逊等歌手或乐队均在帕肯球场举办过演出。